# Sincybaeus liaoning
Espèce
Sincybaeus liaoning est une espèce d'araignées aranéomorphes de la famille des Cybaeidae.

## Distribution
Cette espèce est endémique du Liaoning en Chine,. Elle se rencontre dans la ville-district de Zhuanghe.

## Description
Le mâle holotype mesure 3,83 mm et la femelle paratype 4,02 mm, les mâles mesurent de 2,86 à 3,83 mm et les femelles de 3,22 à 4,18 mm.

## Systématique et taxinomie
Cette espèce a été décrite par Wang et Zhang en 2022.

## Étymologie
Son nom d'espèce lui a été donné en référence au lieu de sa découverte, le Liaoning.

## Publication originale
- Wang & Zhang, 2022 : « Sincybaeus liaoning gen. & sp. nov., a new genus and species of cybaeid spiders from China (Araneae: Cybaeidae). » Acta Arachnologica Sinica, vol. 31, no 2, p. 92-95.